# گاویلان جی۳۵۸
گاویلان جی۳۵۸ (Gavilán G358) (به معنی بازگنجشک) یک هواپیمای ترابری سبک کلمبیایی متعلق به دهه ۱۹۹۰ است. این هواپیما، یک هواپیمای تک‌بال، بال رو با موتور پیستونی است که تعداد کمی از آن در اواخر دهه ۱۹۹۰ و اوایل دهه ۲۰۰۰ تولید شد که برخی از آن‌ها در نیروی هوایی کلمبیا خدمت می‌کنند.

## کاربران
- کلمبیا

- نیروی هوایی کلمبیا
- نیروی دریایی کلمبیا
- پلیس ملی کلمبیا

## مشخصات فنی
داده‌ها از Brassey's World Aircraft & Systems Directory 1999/2000 
ویژگی‌های عمومی
- خدمه: ۱
- ظرفیت: هفت مسافر یا چهار برانکارد یا ۴۴۴٫۵ کیلوگرم (۹۸۰ پوند) محموله
- طول: ۹٫۵۸ متر (۳۱ فوت ۵ اینچ)
- پهنای بال: ۱۲٫۸ متر (۴۲ فوت ۰ اینچ)
- ارتفاع: ۳٫۷۴ متر (۱۲ فوت ۳ اینچ)
- مساحت بال‌ها: ۱۸٫۹۵ متر مربع (۲۰۴٫۰ فوت مربع)
- نسبت اندازه: ۸٫۶۵:۱
- ایرفویل: NACA 4412
- وزن خالی: ۱٬۲۷۰ کیلوگرم (۲٬۸۰۰ پوند)
- بیشترین وزن برخاست: ۲٬۰۴۱ کیلوگرم (۴٬۵۰۰ پوند)
- ظرفیت سوخت: ۴۴۷ لیتر (۱۱۸ گالون آمریکایی؛ ۹۸ گالون بریتانیایی) قابل استفاده
- پیشرانه: ۱ عدد هوا خنک flat-six موتور رفت و برگشتی Textron Lycoming TIO-540-W2A, ۲۶۰ کیلووات (۳۵۰ اسب بخار)
- ملخ‌ها: سهملخه هارتزل، قطر  ۲٫۱۳ متر (۷ فوت ۰ اینچ)

عملکرد
- سرعت کروز: ۲۵۰ کیلومتر بر ساعت (۱۶۰ مایل بر ساعت، ۱۳۰ گره) در ۳٬۰۵۰ متر (۱۰٬۰۱۰ فوت)، ۷۵٪ قدرت
- سرعت واماندگی: ۱۰۸ کیلومتر بر ساعت (۶۷ مایل بر ساعت، ۵۸ گره) (flaps down)
- بیشینه سرعت مجاز: ۳۷۶ کیلومتر بر ساعت (۲۳۴ مایل بر ساعت، ۲۰۳ گره)
- بُرد: ۱٬۴۲۵ کیلومتر (۸۸۵ مایل، ۷۶۹ مایل دریایی) در ۷۵٪ قدرت، ۳۰ دقیقه ذخیره
- حداکثر ارتفاع: ۶٬۸۶۰ متر (۲۲٬۵۱۰ فوت) (with altitude pack)
- نرخ صعود: ۴٫۵۰ متر بر ثانیه (۸۸۵ فوت بر دقیقه)

## همچنین ببینید
هواپیماهای با عملکرد، پیکربندی و یا دوره زمانی مشابه
- سسنا ۲۰۶
- سسنا ۲۰۸ کاروان
- جی‌ای۸ ایروان
- کودیاک کوئست
- تکنواویا اس‌ام۹۲ فینیست

## یادداشت
1. ↑  Taylor 1999, pp. 406–407.

### اطلاعات فنی
- (به انگلیسی) بروشور هواپیمای Gavilán G358
- (به انگلیسی) راهنمای عملیات خلبان Gavilán G358

### تولیدکنندگان
- (به انگلیسی) Gavilán Aircraft Corporation of Colombia Inc.
- (به انگلیسی) Aero-Industias Leaver & Cía. SA

### عکس‌ها
- (به انگلیسی) عکس‌های هواپیما Gavilán G358 توسط Airliners. نت
- (به انگلیسی) هواپیمای Gavilán G358 توسط MyAviation. نت

### فیلم‌ها
- (به انگلیسی) فرمت AVI یا فرمت MPEG-4

### مقالات مجلات
- (به انگلیسی) A boxcar designed to be a tough operator
- (به انگلیسی) Gavilan plans US assembly
- (به انگلیسی) Gavilán G358, a heavy hauler
- (به فرانسوی) Gavilan G358, de la Colombie au Canada
- (به فرانسوی) Gavilán G358, l’épervier colombien
- (به فرانسوی) Gavilán: la sentinelle de la Cordillére des Andes